# 怪談比留子
《怪談比留子》是日本松竹富士在1991年推出的神怪恐怖電影。

## 劇情
在暑假的學校看似空無一人，身兼考古學家的八部老師正在學校的古墓尋找家族王冠的傳說由來。愛慕八部老師的女學生月島由於好奇心跟在老師後面一同探險，知道入口咒語的八部老師在不相信有妖怪的情況之下，不慎將妖怪比留子（蛭子神）給釋放出來，並與月島雙雙被比留子拖走。
單戀月島的八部之子正雄近日苦於背上生瘡，在父親與月島失踪後他帶了兩名男同學到校尋找，過程中正雄與其他同學失散，卻遇到相信妖怪之說的考古學家稗田，其亡妻是八部老師的姊姊，他應八部老師的邀請前來學校進行考察。他從皮箱中搬出儀器後偵測到已侵入校園的比留子，原來載著月島頭顱的比留子能以歌聲催眠人心並操控其行動，使人因過去的內疚而自殺，因此那兩名同學已斷頭而死，差點遇害的正雄則被稗田拯救了。稗田與正雄後來遇到老校工渡邊，後者透露正雄的祖父曾經和現在的正雄一樣，在背上浮現出死於比留子之人的人面瘡，但校工遭到比留子攻擊後自知會失去理智就自盡了。稗田和正雄後來驚訝地發現學校竟蓋在封印比留子的古墓之上，並根據八部老師的筆記得知入口咒語便是《古事記》中的段落。
為了再度封印比留子，兩人鼓起勇氣走進入口位在學校花園工具室的古墓，他們找回八部老師遺留在那的家族王冠之後卻被眾多妖怪圍攻，被比留子斷頭嫁接的八部老師和正雄的同學們以殘存的人類意識協助兩人逃脫。到了古墓門外，剛剛唸咒完成封門的稗田被月島的比留子抓住，陷入對亡妻意外事故的追悔，意識錯亂而又唸了開門咒語，正雄鼓起勇氣戴上家族王冠，對即將傾巢而出的大群比留子朗誦古書中伊邪那岐丟擲三顆桃子、阻止黃泉醜女和亡靈大軍追殺的記載，最終驚險地完成封印。稗田撿回了一命，正雄背上的人面瘡都消失了，所有被比留子殺害的靈魂也得到了解脫。

## 出演
- 稗田礼二郎：澤田研二
- 八部まさお：工藤正貴
- 月島令子：上野めぐみ
- 月島令子之母：余貴美子
- 八部高史：竹中直人
- 渡邊：室田日出男

## 製作人員
- 原作：諸星大二郎（「妖怪ハンター」：海竜祭の夜）
- 監督／腳本：塚本晉也
- 攝影：岸本正廣
- 音樂：梅垣達志
- 美術：赤塚訓

## 關連項目
- 蛭子神